# Markies de Sade

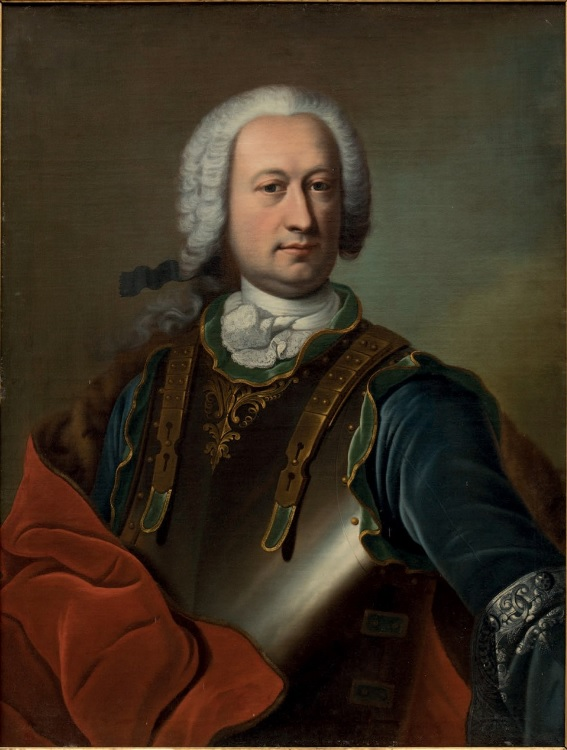
Jean-Baptiste François Joseph de Sade (vader van markies de Sade)

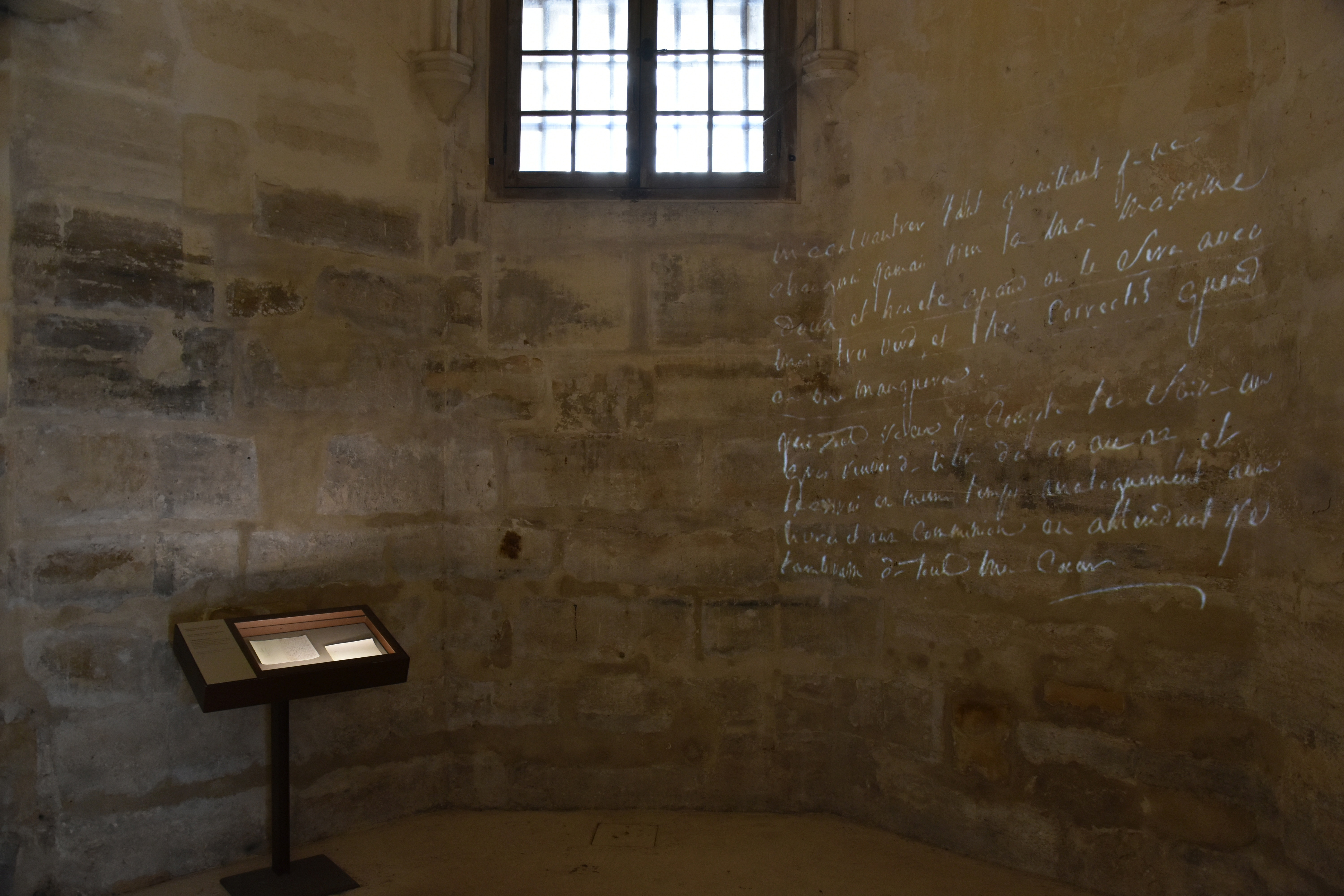
Cel van de markies in het kasteel van Vincennes

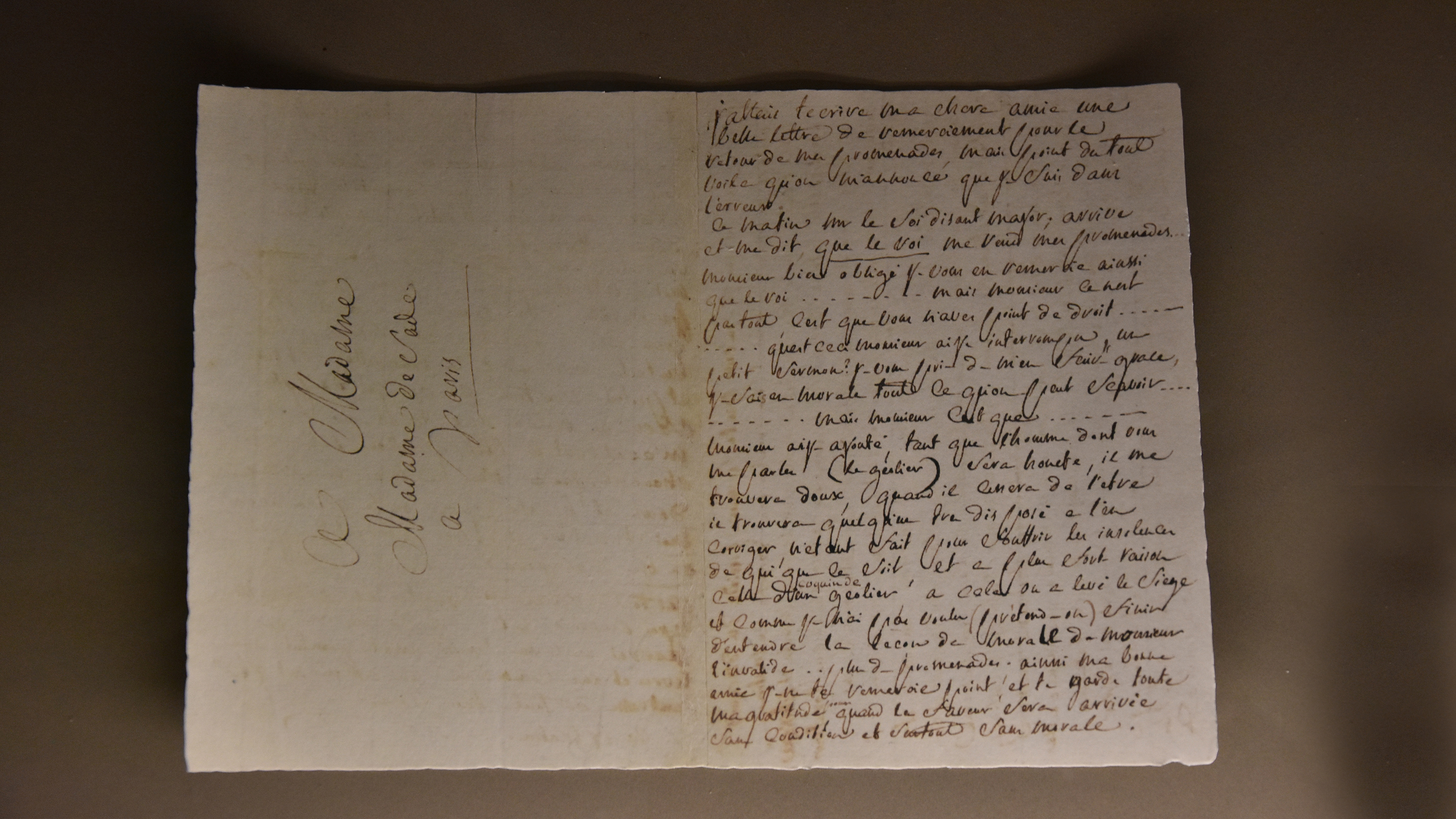
Brief aan zijn vrouw tijdens zijn gevangenschap in het kasteel van Vincennes

Donatien Alphonse François de Sade (Parijs, 2 juni 1740 – Charenton-Saint-Maurice, 2 december 1814), bekend als Markies de Sade, was een Franse schrijver, essayist en filosoof. Tijdens zijn leven bracht hij diverse grote werken uit als Liefde's misdaden en Aline et Valcour, ou le roman philosophique. Na zijn overlijden zijn andere stukken aan hem toegeschreven waaronder de beroemde libertijnse novellen Justine of De tegenspoed der deugdzaamheid en Juliette of De voorspoed van de ondeugd. Hij werd vanwege zijn literaire werk en (latere) deelname aan de Franse Revolutie vrijwel voortdurend belaagd. Koning Lodewijk XV liet hem schaduwen door een politie-inspecteur die persoonlijk aan de koning moest rapporteren. In totaal heeft hij zo'n 30 jaar van zijn leven in (verplichte) ballingschap of gevangenschap doorgebracht, is tweemaal tot de dood veroordeeld en ten slotte opgesloten in een gesticht. Zijn literaire stijl werd door de machthebbers als pornografisch en anti-christelijk weggezet en gecensureerd, mede waardoor het woord sadisme aan zijn naam is gekoppeld. Pas sinds 1900 is er serieuze literaire en historische aandacht voor zijn werk en daarmee een groeiende waardering voor de kwaliteit en betekenis ervan. 

## Levensloop
Donatien Alphonse François de Sade werd op 2 juni 1740 te Parijs in het Hôtel de Condé geboren. Zijn ouders lieten zijn opvoeding goeddeels aan zijn oom, de libertijns ingestelde abbé De Sade over; later aan een jezuïetenschool. Na de cavalerieschool in Versailles doorlopen te hebben, nam De Sade op 16-jarige leeftijd deel aan de Zevenjarige Oorlog tegen Pruisen. Toen in 1763 de vrede gesloten werd, keerde De Sade terug naar Frankrijk en trouwde in datzelfde jaar met Renée-Pélagie de Montreuil, een dochter van de president van het Gerechtshof te Parijs. Het was een gearrangeerd huwelijk.
In oktober 1763 werd De Sade voor de eerste maal opgesloten in het kasteel van Vincennes wegens "kleine uitspattingen" in een bordeel. Zijn celstraf bleef door ingrijpen van zijn invloedrijke schoonfamilie beperkt tot 15 dagen. Op Paaszondag van 1768 haalde De Sade een bedelares - wellicht betrof het hier een prostituee - over hem gezelschap te houden in zijn huis in Arceuil. Hij geselde haar, terwijl hij zichzelf daarbij bevredigde. De vrouw diende een aanklacht in en De Sade werd opnieuw veroordeeld. De zaak trok veel aandacht en De Sade's naam als libertijn was gevestigd. Madame de Montreuil kreeg het voor elkaar dat er een lettre de cachet tegen hem werd uitgevaardigd. Dit was een tweesnijdend zwaard waardoor het schandaal buiten de gewone rechtspraak om afgehandeld kon worden, maar ook inhield dat De Sade in de toekomst voor iedere rechtbank zijn rechten zou verliezen. (Wat haar motief toen ook geweest mocht zijn, Madame de Montreuil zou De Sade voor de rest van haar leven in toenemende mate blijven achtervolgen.) Na een half jaar gevangenis en een symbolische boete werd De Sade weer vrijgelaten met het advies zich niet meer in Parijs te laten zien.
Er volgden relatief rustige jaren in zijn kasteel in Lacoste in de Provence, hoewel geruchten over seksuele escapades met zijn personeel telkens weer opdoken. Waarom hij in 1769 een reis naar Nederland maakte is niet duidelijk. Als reisschrijver noteerde hij dat de Nederlanders goed in handelen zijn, klaar staan voor een ander zolang hen dat niets kost en dat de vrouwen mooier hadden kunnen zijn en hun gebit verwoestten met te veel hete thee en koffie.
In 1772 volgde het tweede grote schandaal. Tijdens een orgie met zijn bediende Latour en enkele prostituees deelde De Sade bonbons met Spaanse vlieg uit. Omdat de prostituees daar onwel van werden, klaagden ze hem aan. De Sade werd op 11 september 1772 bij verstek ter dood veroordeeld wegens sodomie en vergiftiging. Het vonnis werd later vernietigd. In het achttiende-eeuwse Frankrijk werden lustopwekkende bonbons met Spaanse vlieg daarna naar hem vernoemd.
De Sade ging in juli 1775 voor een jaar op reis naar Italië, waar hij Florence, Rome en Napels bezocht. De Franse inlichtingendiensten hielden hem ook daar in de gaten. Uiteindelijk werd hij in 1777 opnieuw opgesloten in het kasteel van Vincennes. Toen hij na een jaar beschikking kreeg over pen en papier, begon hij tomeloos te schrijven.
In 1784 werd De Sade overgeplaatst naar de Bastille. Hier ontstond het werk dat hij als zijn magnum opus zag, Les Cent Vingt Journées de Sodome. Alleen de eerste versie, een papierrol van 12 meter lengte die verstopt was in een muur, overleefde de bestorming en plundering van de Bastille in 1789. De Sade heeft dit nooit geweten; hij beschouwde het werk als voorgoed verloren. Het werk is pas na zijn dood gepubliceerd in 1904.
Na de bestorming van de Bastille, het begin van de Franse Revolutie, werd De Sade, die ondertussen naar de inrichting van Charenton was overgeplaatst, bevrijd. Aanvankelijk sympathiseerde hij met de revolutionairen. Hij schreef lofredes op o.a. Jean-Paul Marat. Als voorzitter van een revolutionaire rechtbank ontpopte hij zich echter als fel tegenstander van de doodstraf; hij werd beschuldigd van gematigdheid en in 1793 opnieuw ter dood veroordeeld. Als gevolg van een administratieve fout ontsnapte hij echter aan de guillotine.
In 1802 werd De Sade wegens aanstootgevende (en anti-napoleontische) geschriften op last van Napoleon opgesloten in het Hôpital Esquirol, een asiel in Charenton-Saint-Maurice waar meer vijanden van Napoleon terechtkwamen. Hij voerde met enig succes zijn toneelstukken op, met patiënten en Parijse beroepsspelers als acteurs. De Sade bleef hier tot zijn dood in 1814 gevangen. Het was zijn laatste wil begraven te worden op Malmaison, een van zijn vroegere landgoederen in de omgeving van Épernon, in een put die bestrooid moest worden met eikels, zodat 'alle tekenen van mijn begraafplaats van het aardoppervlak zullen verdwijnen, in de hoop dat hetzelfde zal gebeuren met mijn nagedachtenis, behalve van diegenen die van me hielden tot aan mijn dood, en wier herinnering ik meeneem in mijn graf.' Die wens werd niet gerespecteerd: hij werd begraven in gewijde grond. Zijn schedel werd later verwijderd voor frenologisch onderzoek. Zijn ongepubliceerde manuscripten werden door zijn zoon verbrand.

## Werk
De Sade's literaire oeuvre kan worden gezien als filosofische kritiek op de moraal van zijn tijd door een uitgesproken atheïst. In zijn materialistische visie op de mens, zoals die bijvoorbeeld in l'Histoire de Juliette naar voren gebracht wordt, vormen we slechts een inwisselbaar onderdeel van een blinde natuur en zijn we elkaar onderling geen enkele rekenschap verschuldigd, omdat elke moraal die voortkomt uit consensus, religie of overheid tegennatuurlijk zou zijn. De mens zou juist de zeer individuele hartstochten moeten botvieren die hem door de natuur zijn ingeblazen, ongeacht de verschrikkelijke uitwerkingen die dat op zijn medemens heeft. De Sade illustreert dit met allerlei sadistische gruwelijkheden die tot in het absurde gaan.
Zijn "pornografische" werken zijn een staalkaart van misdaden (marteling, incest, kindermoord, vader/moedermoord, genocide) en seksuele aberraties (flagellatie, coprofagie, sadisme, bestialiteit, necrofilie) die naar hartenlust door zijn libertijnse, in eigen ogen verlichte personages worden bedreven. Meestal zijn dit machthebbers als rechters, ministers, hoge geestelijken, etc., die een pervers plezier beleven aan het misbruik van hun macht en het bespotten van de gelijkheid tussen de mensen. In lange monologen verdedigen zij hun verdorvenheden evenwel in de rationele stijl van de Verlichting. (In De Sade's ambivalente wereld strijden revolutionaire filosofie en een zwarte kijk op de diepste drijfveren van de mens om voorrang.)
Sadomasochistische tendensen voeren bij de seksuele passages de boventoon, maar ook deze staan eerder in het teken van de omkering en de ontwrichting dan van de erotiek.
De Sade valt bij voorkeur hypocrisie, religie en vooroordelen aan, maar ook de standpunten van verlichte filosofen (zoals Voltaire), waarbij hij opvalt door uiterst gevat, sterk, agressief en humoristisch taalgebruik. De vele herhalingen hebben zijn omvangrijke boeken echter vaak het predicaat 'onleesbaar' opgeleverd. De Sade's radicale houding van 'alles zeggen', ook op het gebied van de donkere kanten van de individuele seksualiteit, maakte dat zijn werk gevierd werd door onder meer de surrealisten. Zijn werk is lang verboden geweest, wat nauwelijks door het pornografische karakter van zijn werk verklaard kan worden, maar veeleer door de nietsontziende brutaliteit ervan en wellicht ook door het gegeven dat in De Sade's werk de machthebbers zo praten zoals de onderdrukten denken dat ze praten. Het oeuvre van De Sade is in 1990 opgenomen in de Bibliothèque de la Pléiade, tussen dat van andere grote Franse schrijvers (deze uitgave werd in de Franse pers 'de hel op bijbelpapier' genoemd). Minder tekstgetrouwe uitgaven van zijn schandaalwerken zijn legio.

### Romans en vertellingen
- Dialogue entre un prêtre et un moribond, 1782, uitgegeven in 1926
- Les Cent-Vingt journées de Sodome ou l’École du libertinage (De 120 dagen van Sodom), 1785[2], heruitgegeven in 1904
- Aline et Valcour ou le roman philosophique, 1786, uitgegeven in 1795
- La vérité, 1787
- Les Infortunes de la vertu (1ste editie van Justine), 1787
- Justine ou les Malheurs de la vertu (uitbreiding van Infortunes), 1788, uitgegeven in 1791
- Historiettes, Contes et Fabliaux, 1788, uitgegeven in 1926
- Eugénie de Franval, 1788
- La Philosophie dans le boudoir ou Les instituteurs immoraux, uitgegeven in 1795
- La nouvelle Justine ou les Malheurs de la vertu. Gevolgd door l’Histoire de Juliette, sa sœur, 1797-1801
- Les Crimes de l'amour, Nouvelles héroïques et tragiques, 1800
- La Marquise de Gange, 1813
- Dorcy ou la Bizarrerie du sort, uitgegeven in 1881
- Les Journées de Florbelle, verloren gegaan
- Voyage de Hollande en forme de lettres. Éd. Gilbert Lély. 1967
- Lettres et Mélanges Littéraires Écrits à Vincennes et à la Bastille, uitgegeven in 1980

### Toneelstukken
- L’Inconstant, 1781
- Le Prévaricateur, 1783
- La Folle Épreuve, ou le Mari crédule, 1783
- Oxtiern ou les Malheurs du libertinage, 1791

### Politieke pamfletten
- Addresse d'un citoyen de Paris, au roi des Français (1791)
- Section des Piques. Observations presentées à l'Assemblee administrative des hopitaux (1792)
- Section des Piques. Idée sur le mode de la sanction des Lois; par un citoyen de cette Section ( 1792)
- Pétition des Sections de Paris à la Convention nationale (1793)
- Section des Piques. Extraits des Registres des déliberations de l'Assemblée générale et permanente de la Section des Piques (1793)
- La Section des Piques à ses Frères et Amis de la Société de la Liberté et de l'Égalite, à Saintes, département de la Charente-Inferieure (1793)
- Section des Piques. Discours prononcé par la Section des Piques, aux manes de Marat et de Le Pelletier, par Sade, citoyen de cette section et membre de la Société populaire (1793)
- Petition de la Section des Piques, aux representants de peuple français (1793)
- Les Caprices, ou un peu de tout (verloren gegaan)

### Vertalingen in het Nederlands
- Gesprek tussen een priester en een stervende, en andere teksten. Galge, Brugge, 1965
- Uitspraken. L.J.C. Boucher, Den Haag, 1965, F.J. Schmit en A.C. Niemeyer (red.)
- Filosofie in het boudoir. Vertaling Claude C. Krijgelmans, Walter Soethoudt, Antwerpen, 1966
- De 120 dagen van Sodom. Vertaling Claude C. Krijgelmans. Soethoudt, 1968, heruitgave De Dageraad, 1993
- De slaapkamerfilosofen. Dialogen bestemd voor de opvoeding van jongedames. Vertaling Gemma Pappot. Bert Bakker, 1968
- De 120 dagen van Sodom of De school der losbandigheid. Vertaling Hans Warren. Bert Bakker, 1969. Heruitgaven Bert Bakker, 1970, 1977, 1978, 1992
- Liefde's misdaden. Heroïsche en tragische verhalen. Vertaling Hans Warren en Gemma Pappot. Bert Bakker, 1970
- Justine of De tegenspoed der deugdzaamheid. Vertaling Gemma Pappot. Bert Bakker, 1971, heruitgaven 1980, 1992, 1994
- Zoloé en haar trawantes, of Enkele episodes uit het leven van drie mooie vrouwen, Vertaling Hans Warren. Arbeiderspers, 1973 (toegeschreven aan De Sade)
- Juliette, of De voorspoed van de ondeugd. (1e en 2e periode / 3e en 4e periode). Vertaling Hans Warren. Bert Bakker, 1972-1974, heruitgaven 1980, 1981, 1995, 1996
- Aforismen. Ad. Donker, Rotterdam, 1990
- De 120 dagen van Sodom of De school der losbandigheid. Heruitgave Lekturama, 1990
- Slaapkamergesprekken, of De immorele leermeesters. Vertaling Théo Buckinx, Bert Bakker, 1995
- De nieuwe Justine of de tegenspoed van de deugd. Vertaling Théo Buckinx, Bert Bakker, 1995
- Brieven uit de gevangenis. Bert Bakker, 1996
- Gesprek tussen een priester en een stervende. Vertaling Herwig Leus, Jef Meert Uitgeverij, heruitgave 1997
- Slaapkamergesprekken. Een erotische leerschool. Ooievaar, 1998
- God bestaat niet. Dialoog tussen een priester en een stervende. Iris, Amsterdam, 2002
- Fransen, de revolutie is moeilijker dan u denkt. De Dolle Hond, Amsterdam, 2002
- Dialoog tussen een priester en een stervende. De Dolle Hond, Amsterdam, 2002
- De 120 dagen van Sodom of De school der losbandigheid. Heruitgave Pockethuis, 2004.
- De 120 dagen van Sodom. Heruitgave Het Parool-Bibliotheek, 2005.
- Augustine de Villeblanche of liefdes list (uit: Historiettes, Contes et Fabliaux). Vertaling Jan Pieter van der Sterre. Voetnoot, 2006

### Over De Sade
- Rétif de la Bretonne, Anti-Justine of De wellust der liefde, Parijs, 1798
- Geoffrey Gorer, The Revolutionary Ideas of the Marquis de Sade, 1935
- Pierre Klossowski, Sade My Neighbor (Sade Mon Prochain), Editions du Seuil, Parijs, 1947
- Max Horkheimer en Theodor Adorno, essay Juliette ofwel Verlichting en moraal uit Dialectiek van de Verlichting, 1947
- Lawrence Durrell, Justine, Faber & Faber, 1957
- René Gysen, De slecht befaamde Markies de Sade, Heijnis, Amsterdam, 1961
- Peter Weiss, De vervolging van en de moord op Jean-Paul Marat opgevoerd door de verpleegden van het krankzinnigengesticht van Charenton onder regie van de heer De Sade, Appeltheater, 1963
- W.F. Hermans, Het sadistische universum I, De Bezige Bij, 1964
- Geoffrey Gorer, The Life and Ideas of the Marquis de Sade, Panther Books, 1964
- Simone de Beauvoir, Moeten wij Sade verbranden? Begeleidend essay bij een selectie uit Sade's werk en levensbeschrijving, Van Ditmar, 1965
- F.J. Schmit en A.C. Niemeyer, Uitspraken van Sade, Boucher, Den Haag, 1965
- Walter Lennig, Markies de Sade, Rowohlt Taschenbuch, 1965
- Robert Bloch, The Skull of the Marquis de Sade, Pyramid Books, 1965
- Herwig Leus, Marquis de Sade, De Galge, 1965
- Norman Gear, De Sade: een biografie, Kruseman, Den Haag, 1966
- Jacques Lacan, essay Kant avec Sade, 1966
- Guy Endore, Satan's Saint ~ De Sade: A Novel about the Man, 1966
- Otto Flake, Marquis de Sade, DTV, 1966
- R.E.L. Masters & Eduard Lea, Sex Crimes in History - Evolving concepts of sadism, lust-murder, and necrophilia from ancient to modern times, Matrix House, 1966
- Gemma Pappot, De markies De Sade: een portret uit brieven en documenten, Arbeiderspers, 1967
- Susan Sontag, essay The Pornographic Imagination, 1967
- Justine Lemercier en Juliette Lemercier, The Turkish Bath, Olympia Press, 1969
- Mordecai Richler, Bloedzeker!, Triton Pers, 1970

- Roland Barthes, Sade, Fourier, Loyola, Arbeiderspers, 1971, vertaling uit 1984
- De Sade, Uitgeverij De Vrijbuiter / De Schorpioen, 1971-1976 - erotische stripreeks vertaald uit het Italiaans, 58 delen
- Anton Constandse, Eros - de waan der zinnen. Essays, 1977, Meulenhoff
- W.E. Verdonk, Peut être: de betekenis van Sade's antropologie voor de ethiek: een hoofdstuk uit de problematiek van de Verlichting, Rodopi, 1977
- Andrea Dworkin, Pornography: Men Possessing Women, 1979
- Angela Carter, The Bloody Chamber and Other Stories - verhaal The Bloody Chamber, 1979
- Bzzlletin 83, Sade, themanummer met bijdragen van Arnold Heumakers, Gemma Pappot e.a., februari 1981
- Patrick J. Kearney, Geschiedenis van de Erotische Literatuur, Paragon, 1982 (vertaling van A History of Erotic Literature)
- Jean-Jacques Pauvert, Markies de Sade in Levenden Lijve, een Natuurlijke Onschuld 1740-1783, Parijs, 1986
- Angela Carter, De Sadeaanse vrouw - een cultuurhistorisch essay, Contact, 1986
- Yukio Mishima, Madame de Sade, Noordelijk Theater De Voorziening, 1986
- Annie Le Brun, Soudain un bloc d'abîme, Sade, 1986
- Maurice Blanchot, Sade et Restif de la Bretonne, Editions Complexe, 1986
- Mario Praz, Het verdrag met de slang, Synopsis, 1986
- Andrea Dworkin, Ice & Fire, HarperCollins, 1987
- J. Bremmer, Van Sappho tot de Sade: Momenten in de geschiedenis van de seksualiteit, Wereldvenster, 1988
- William E. Connolly, Political Theory & Modernity, 1988
- Annie Le Brun (red.), Petits et grands théâtres du marquis de Sade, Paris Art Center, 1989
- F. Gonzalez-Crussi, Het raadsel van de begeerte en andere erotica, Meulenhoff, 1989
- Jean-Jacques Pauvert, Markies de Sade in Levenden Lijve, Parijs, 1989
- Jean-Jacques Pauvert, Markies de Sade in Levenden Lijve, Pornograaf en Stilist 1783-1814, Parijs, 1990
- Maurice Lever, Donatien Alphonse François, marquis de Sade, Fayard, 1991
- Donald Thomas, Markies de Sade, Citadel Press, New York, 1992
- Arnold Heumakers, Schoten in de concertzaal: over literatuur, politiek en het Kwaad, Arbeiderspers, 1993
- Thomas Moore, De ziel van seks. Een leven als liefdesdaad, Servire, 1994
- D.S. Thomas, Markies de Sade: de definitieve biografie, Amsterdam, 1995
- Stuart Hood, Introducing Marquis de Sade, Totem Books, 1995
- Margaret Crosland, Sade's Wife: The Woman Behind the Marquis, Peter Owen Publishers, 1995
- Milan Kundera, De traagheid, Ambo, 1995 (vertaling van La Lenteur)
- Deepak Narang Sawhney, The Divine Sade, 1996
- Francine du Plessix Gray, At Home with the Marquis De Sade, Pimlico, 1998
- Neil Schaeffer, The Marquis de Sade: A Life, Knopf, 1999
- Deepak Narang Sawhney, Must We Burn Sade?, Humanity Books, 1999
- Mary Ann Mitchell, Sips of Blood (Marquis de Sade #1), Leisure Books, 1999
- Mary Ann Mitchell, Quenched (Marquis de Sade #2), Leisure Books, 2000
- Mary Ann Mitchell, Cathedral of Vampires (Marquis de Sade #3), Leisure Books, 2002
- Hans-Jürgen Döpp, Sadomasochism, Parkstone Press, 2002
- Mary Ann Mitchell, Tainted Blood (Marquis de Sade #4), Leisure Books, 2003
- Atte Jongstra, De tegenhanger, Querido, Amsterdam, 2003
- Anton Proosdij, Sade zaken. De 150 eenvoudige passies uit De 120 dagen van Sodom van D.A.F. de Sade, Papieren Tijger, 2003
- Mary Ann Mitchell, The Vampire de Sade (Marquis de Sade #5), Leisure Books, 2004
- Mary Ann Mitchell, In the Name of the Vampire (Marquis de Sade #6), Leisure Books, 2005
- Gerrit Komrij, Komrij's Kakafonie. Encyclopedie van de stront, De Bezige Bij, Amsterdam, 2006
- A.G.L. de Pelleport, De Bohemiens, Prometheus, 2006
- Pierre Courage, De pornografische verleiding: Verslag van een leeservaring, Aspekt, 2008
- Jean-Marc Piret, De geschiedenis als slachtbank. Reflexieve modernisering en de wet bij Joseph de Maistre, Marquis de Sade en G.W.F. Hegel, VUBPRESS, Brussel, 2009
- Ian Buruma, Grenzen aan de vrijheid: Van de Sade tot Wilders, Lemniscaat, 2010
- Bart Van Loo, O Vermiljoenen Spleet! Seks, Erotiek en Literatuur, Manteau, 2010
- Jan Willem Geerinck, De Geschiedenis van de Erotiek: Van Holbewoner tot Markies de Sade, Antwerpen, 2011
- F.L. Holthoon, Terug naar de Verlichting, Damon VOF, 2013
- Dr. Ivan Bloch, Marquis de Sade: The Man and His Age, Magnolia Books, 2013
- Sasha Grey, The Juliette Society (Het Juliette Genootschap), Sphere, Londen, 2013
- Abnousse Shalmani, Khomeini, Sade en Ik, Grasset, Parijs, 2014
- Lode Lauwaert, Markies de Sade. Essays over ethiek en kliniek, literatuur en natuur, Pelckmans, 2014
- Henry Martyn Lloyd, Sade's Philosophical System in its Enlightenment Context, Springer International Publishing, 2018
- Marquis de Sade - 100 Erotic Illustrations, Goliath, 2018 (prentenboek met de oorspronkelijke gravures uit De Sades werken)
- David Huckvale, Terrors of the Flesh, McFarland & Co., 2020
- Alyce Mahon, The Marquis de Sade and the Avant-Garde, Princeton University, 2020

## Markies de Sade in populaire cultuur

### Films
Films gebaseerd op de werken van De Sade, biopics en films waar gerefereerd wordt naar De Sade.
- L'Age d'Or (1930), van Luis Buñuel
- Nazarín (1959), van Luis Buñuel
- Le Vice et la Vertu (1963), van Roger Vadim
- The Skull (1965), van Freddie Francis
- Marat/Sade (1967), van Peter Brook
- I, Marquis de Sade (1967), van Richard Hilliard
- De Sade (1969), van Cy Endfield, Roger Corman (onvermeld) en Gordon Hessler (onvermeld)
- Marquis de Sade: Justine (1969) van Jess Franco
- Beyond Love and Evil (1969), van Jacques Scandelari
- La Voie Lactée (1969), Luis Buñuel
- Juliette de Sade (1969), van Warren Kiefer
- Eugenie (1970), van Jess Franco
- Justine de Sade (1972), van Claude Pierson
- Eugenie de Sade (1973), van Jess Franco
- Woman Hell: Woods are Wet (1973), van Tatsumi Kumashiro
- How to Seduce a Virgin (1974), van Jess Franco
- Poor Cecily (1974), van Lee Frost
- Justine and Juliette (1975), van Mac Ahlberg
- Salo, or the 120 Days of Sodom (1975), van Pier Paolo Pasolini
- Eugénie de Franval (1975), van Louis Skorecki
- As Deliciosas Traições do Amor (1975), van Phydias Barbosa, Domingos de Oliveira en Tereza Trautman
- Justine (1976), van Stewart Mackinnon
- Doriana Grey aka Die Marquise von Sade (1976), van Jess Franco
- Monsieur Sade (1977), van Jacques Robin
- Cruel Passion (1977), van Chris Boger
- House of De Sade (1977), van Joe Davian (pornofilm)
- The Wretches Are Still Singing (1979), van Nikos Nikolaidis
- Eugenie (History of a Perversion) (1980), van Jess Franco
- Sinfonía Erótica (1980), van Jess Franco
- O Castelo das Taras (1982), van Julius Belvedere
- Cries of Pleasure (1983), van Jess Franco
- Too Naughty to Say No (1985), van Humphry Knipe (pornofilm)
- Sodoma & Gomora (1986), van Dimitris Kollatos
- Marquis de Sade's Prosperities of Vice (1988), van Akio Jissôji
- Waxwork (1988), van Anthony Hickox
- Marquis (1989), van Henri Xhonneux
- Night Terrors (1993), van Tobe Hooper
- Marquis de Sade (1994), van Joe D'Amato en Luca Damiano (pornofilm)
- Philosophy in the Bedroom (1995), van Tony Guzman
- Marquis de Sade (1996), van Gwyneth Gibby
- Biography: Marquis de Sade: The Depraved Aristocrat (1997), van Agnes Nixon (documentaire)
- Island, Alicia (1998), van Ken Yunome
- Helter Skelter (2000), van Jess Franco
- Sade (2000), van Benoît Jacquot
- Quills (2000), van Philip Kaufman
- Marquis de Sade (2002), (pornofilm)
- Masters of Darkness - The Marquis De Sade: Pornographer or Prophet?, van Paul Yule (documentaire)
- The Sentimental Education of Eugénie (2005), van Aurelio Grimaldi
- Šílení (2005), van Jan Švankmajer
- La Marquis De Sade (2005), (pornofilm)
- Twin Babes 6 & The Marquis De Sade  (2005), (pornofilm)
- Melancholia (2011), van Lars von Trier
- Marquis De Sade: The Sexual Deviant (2011), (pornofilm)
- The Cult (2012), van Gazzman (pornofilm)
- Tom, Sally and the Marquis de Sade (2013), van George Spencer (documentaire)
- Justine (2016), van Jac Avila

### Muziek
- Marquis de Sade: Een Franse postpunk-band actief uit 1977.
- Anne Linnet & Marquis De Sade: Een Deens muziekproject.
- In de jaren '90 heeft het Duitse New age-project Enigma een aantal nummers over de seksuele verlangens van De Sade gemaakt, namelijk Sadeness (Part I) (1990), Mea Culpa (Part II) (1991) en Sadeness (Part II) in 2016.